# Wegkapelle (Geisenfeld)

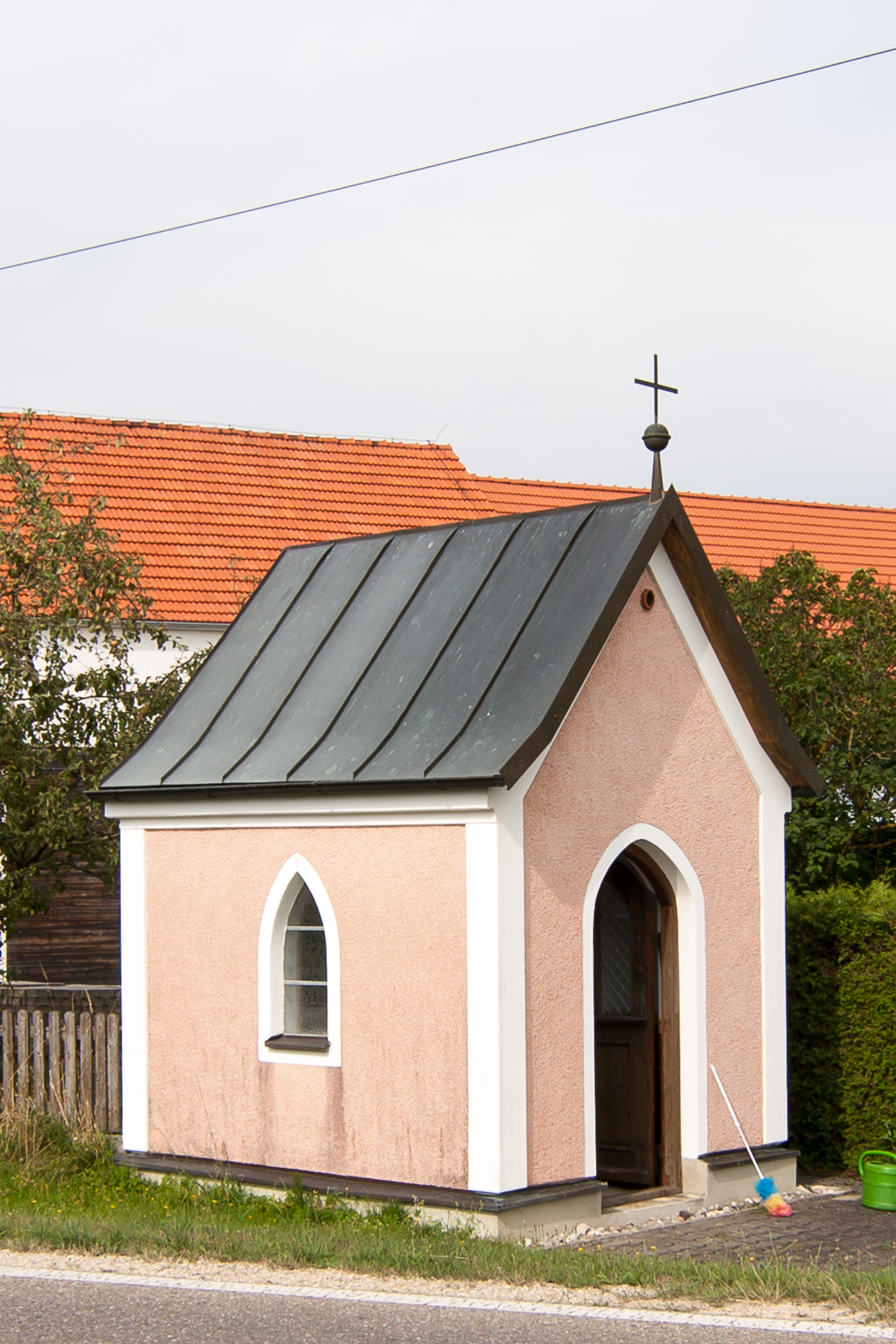
Wegkapelle in Geisenfeld

Die Wegkapelle in Geisenfeld, einer Stadt im oberbayerischen Landkreis Pfaffenhofen an der Ilm, wurde 1866 errichtet. Die Wegkapelle an der Nöttinger Straße 60 gehört zu den geschützten Baudenkmälern in Bayern.
Der verputzte Satteldachbau mit dreiseitigem Schluss und Zinkdach wird von einem Kreuz mit Dachknauf bekrönt.